# Miniaturschnalle

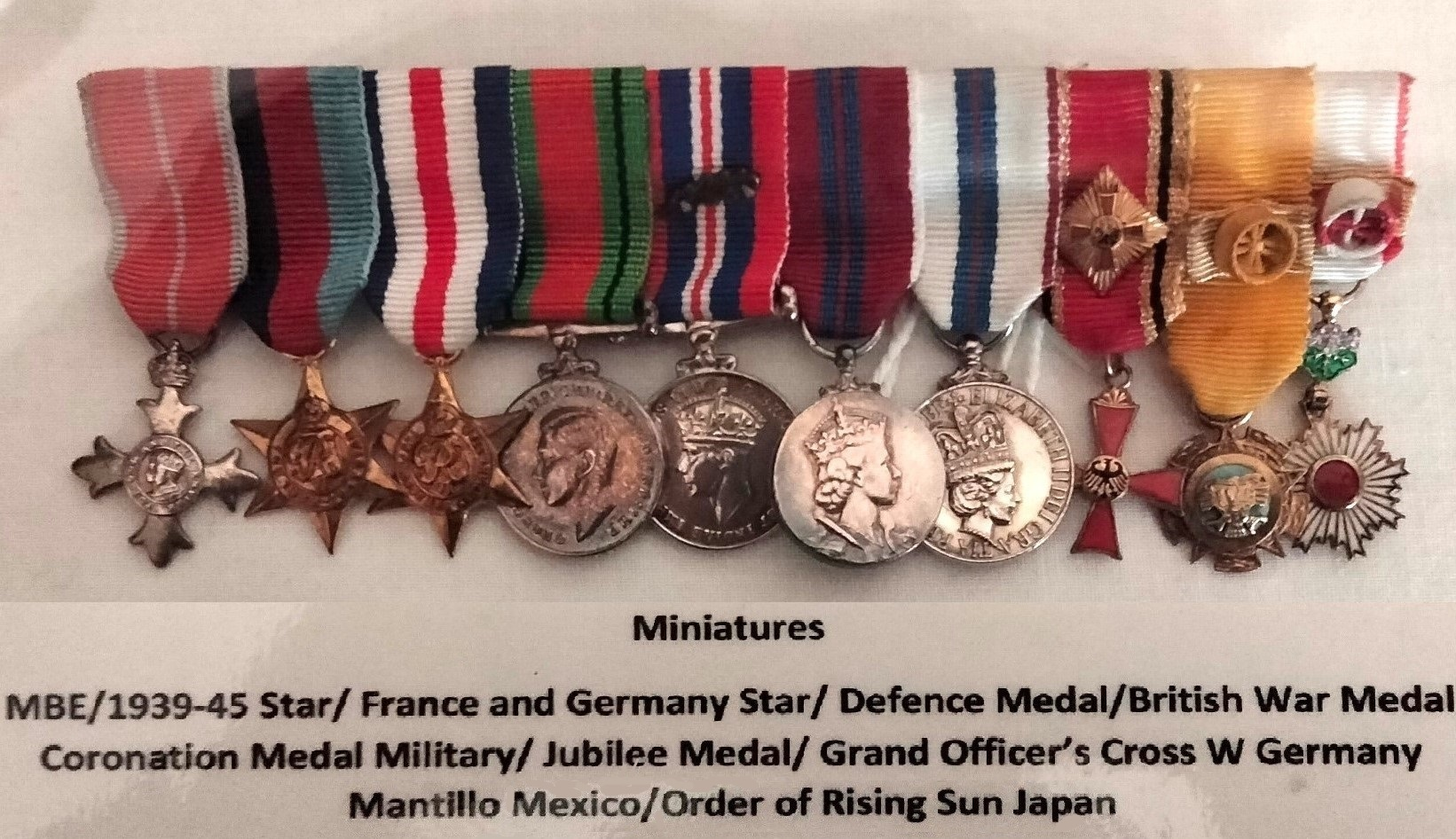
Miniaturschnalle des britischen PM Edward Heath im „Swing Mounting“

Die Miniaturschnalle ist eine Kleindekoration in Form einer verkleinerten Ordensspange, mit der verschiedene Miniaturen erhaltener Auszeichnungen zusammengefasst getragen werden. Die Schnalle hat sich in Großbritannien entwickelt und wird von Militärs und Zivilpersonen zum Gesellschaftsanzug getragen.

## Tradition
Die Miniaturschnallen haben sich in einigen Ländern entwickelt, als zu den höfischen und geistlichen Ritterorden auch Verdienstorden und Ehrenzeichen hinzutraten. Diese Entwicklung zeigte sich besonders in Monarchien, vor allem im Commonwealth. So sind heute übliche Miniaturschnallen zumeist ähnlich zu den in Großbritannien üblichen Miniaturschnallen, wobei sich dennoch örtliche Eigenheiten bewahrt haben.

## Ausführung

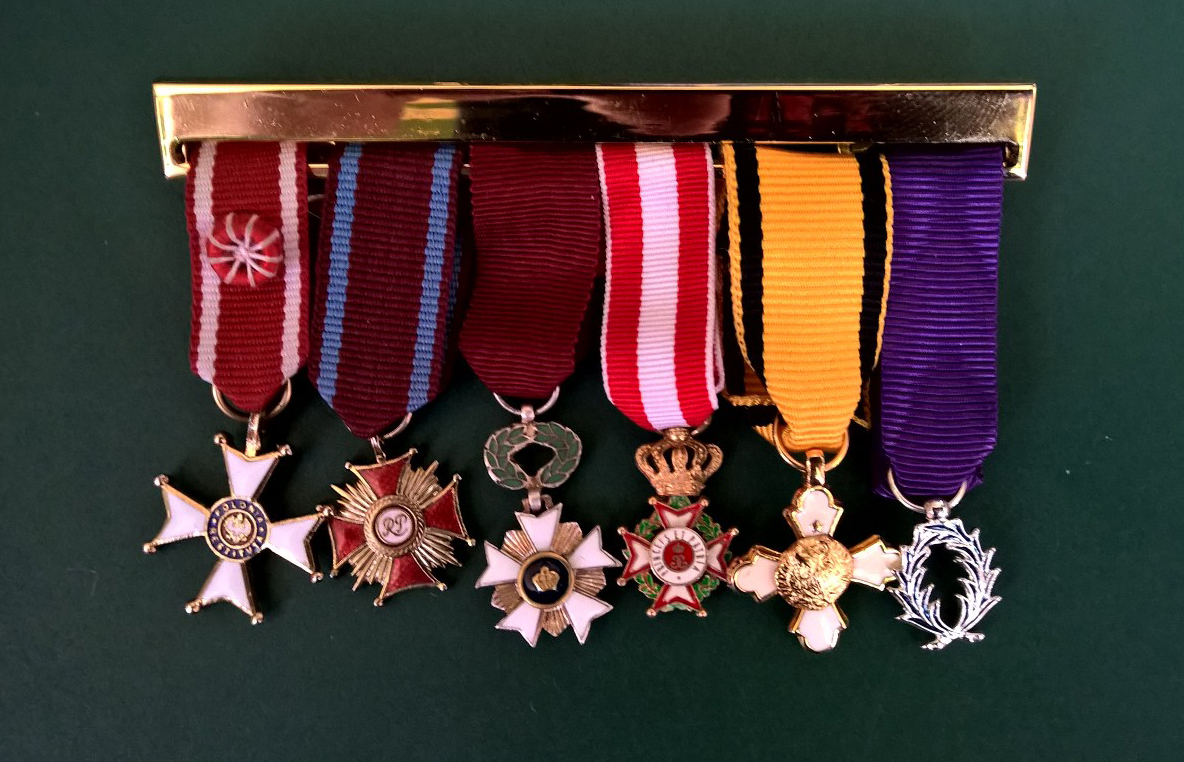
Polnische Miniaturschnalle mit eingehängten Miniaturen

Die in Großbritannien üblichen Miniaturschnallen orientieren sich stark an den dortigen großen Ordensspangen. Die Medaillen werden auf einem Trägersystem montiert. Bei einigen Schnallen liegen die Miniaturen, die üblicherweise ca. 16 mm groß sind, direkt auf den Bändern auf („Court Mounting“, heute üblich), während sie bei anderen direkt an den Bandenden hängen („Swing Mounting“, während der Weltkriege üblich). Auch haben sich Spangen entwickelt, bei denen die Miniaturen samt Band einfach eingehängt werden. In Nachfolgestaaten der K.u.k. Monarchie werden die Miniaturen in jüngerer Zeit vereinzelt am verkleinerten Dreiecksbändern getragen.
Eine Besonderheit stellen die Miniaturschluppen-Ketten dar, bei denen einzelne Miniaturschluppen an einer Frackkette getragen werden.

## Trageweise

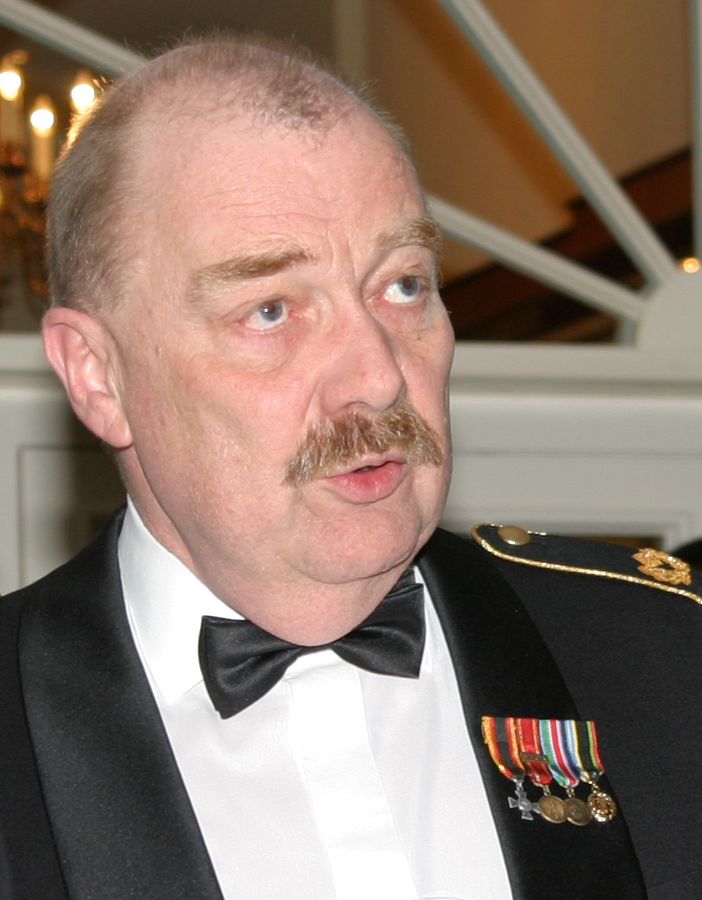
Brigadegeneral Klaus Feldmann mit Miniaturschnalle

Die Miniaturschnalle wird von den Streitkräften zum (Großen) Gesellschaftsanzug getragen, wo die Uniform (ursprünglich) nicht als hoffähig betrachtet wird/wurde, und daher in Gesellschaft der sog. „Mess Dress“ getragen wird. Auch in der Bundeswehr hat sich in Anlehnung an die alliierten Verbündeten ein solcher „Mess Dress“ in Form eines Spencer-Anzuges entwickelt, zu dem eine Miniaturschnalle getragen wird. In Österreich hingegen legt das Militär zum Großen Gesellschaftsanzug ebenfalls die große Ordensspange an.
Darüber hinaus tragen auch Zivilpersonen die Miniaturschnalle zur Abendgarderobe/zum Frack, vereinzelt auch zum „streng geschnittenen Anzug“, weshalb die Miniaturschnallen die bei Staatsbanketts vorherrschende Form der Ordensdekoration bei bspw. Staatsbanketts sind. Die Ordensdekorationen höherer Klassen werden hierbei ggf. in Originalgröße angelegt.